# Dashanpusaurus
|  | Dieser Artikel wurde aufgrund von formalen oder inhaltlichen Mängeln in der Qualitätssicherung Biologie zur Verbesserung eingetragen. Dies geschieht, um die Qualität der Biologie-Artikel auf ein akzeptables Niveau zu bringen. Bitte hilf mit, diesen Artikel zu verbessern! Artikel, die nicht signifikant verbessert werden, können gegebenenfalls gelöscht werden. Lies dazu auch die näheren Informationen in den Mindestanforderungen an Biologie-Artikel. |

Dashanpusaurus  war ein sauropoder Dinosaurier aus dem Mitteljura (Bathonium bis Callovium). Seine aus zwei teilweise erhaltenen Skeletten und den Kieferknochen bestehenden fossilen Überreste wurden in der unteren Shaximiao-Formation in Sichuan (China) entdeckt. Einzige Art ist Dashanpusaurus dongi.

## Forschung
Der Dashanpusaurus dongi ist als Macronaria klassifiziert, womit große Sauropoden gemeint sind. Ein Holotyp seiner Dinosaurierart zeigt, dass der Dashanpusaurus robust gebaut war und sechs Halswirbel, zwölf Rückenwirbel, vier Beckenwirbel sowie 33 Schwanzwirbel hatte. Der Holotyp ist ein unvollständiges Skelett, das aus einer linken Elle, dem Beckengürtel und einem Hinterbein besteht. Bei einem zweiten Skelett sind zwölf Wirbel, Rippen, der linke Schultergürtel, der linke Oberarmknochen und der linke Speichenknochen erhalten. Seinen Namen erhielt er von der Stadt Dashanpu, die sich in der Nähe seines Fundortes befindet. In seiner Motilität, also seiner aktiven Beweglichkeit, gilt der Dashanpusaurus dongi als „aktiv mobil“ (→ Quadrupedie). Der Dashanpusaurus dongi war landgebunden (→ terrestrisch) und gesellig. Seine Ernährungsweise war herbivor – der Dashanpusaurus dongi war also ein Pflanzenfresser. Die Länge des Dashanpusaurus betrug 20 Meter, womit er als eine ziemlich große Art gilt. Seine Existenz wird während des Jurazeitalters datiert – er muss vor 166 Millionen Jahren gelebt haben.

## Systematik
Dashanpusaurus wurde ursprünglich von seinen Beschreibern als Camarasaurier klassifiziert, später jedoch als Nicht-Neosauropoden-Eusauropoden angesehen, bevor er schließlich als basaler Makronarier anerkannt wurde.